# August Sandgren
Pour les articles homonymes, voir Sandgren.
August Sandgren (Hobro, 13 janvier 1893 – Copenhague, 13 novembre 1934) est un relieur danois.

## Biographie
August Sandgren a fait un apprentissage en 1907-1911 et en 1912-19, il a voyagé et travaillé dans toute l'Europe, notamment aux Pays - Bas, en Allemagne, en Suisse et en France . Alors qu'il était sur le point d'entrer en Italie , la Première Guerre mondiale a éclaté et les personnes bloquées ont été mises à bord d'un train en partance pour le Danemark, mais Sandgren est descend du train à Berlin, où il est rejoint par son jeune frère Oscar Sandgren (1897-1982), également relieur.
À Berlin, August Sandgren perfectionne son art et suit des cours de typographie et de calligraphie. Pendant un certain temps, il se forme à la Buchbinder Fachschule de Berlin et participe à divers ateliers. Dans les bibliothèques et les musées de Berlin, il se familiarise avec le travail du relieur anglais Thomas James Cobden-Sanderson. Sandgren apprend la dorure auprès du maître relieur Paul Kersten, et est reconnu pour ses grandes compétences.
August Sandgren retourna à Copenhague en 1919 et fonde son propre atelier en 1920. Parmi ses nombreux clients figurent des artistes danois remarquables, tel Axel Salto. Il avait plusieurs bibliothèques danoises comme clients, y compris la Bibliothèque royale du Danemark, et dans une période de 14 ans, il a produit environ 25 000 reliures[réf. nécessaire] pour la bibliothèque Frederiksberg, son plus gros client.
Il meurt en 1934 et son atelier est repris par sa veuve et son frère et plus tard par son fils.

## Travail
August Sengren est l'un des meilleurs artisans du Danemark et un grand designer qui n'a jamais fait de compromis avec les techniques de la reliure.
August Sandgren possède un style beau et simple en ligne avec le meilleur du design danois. Sandgren a introduit le fonctionnalisme dans l'art de la reliure au Danemark et il a été un innovateur majeur dans la conception de livres danois. Ses reliures s'inscrivent naturellement dans la tradition du design danois comme par exemple les designers de meubles Kaare Klint, Hans Wegner et Mogens Koch, l'architecte Arne Jacobsen et l'orfèvre Henning Koppel.

## Galerie

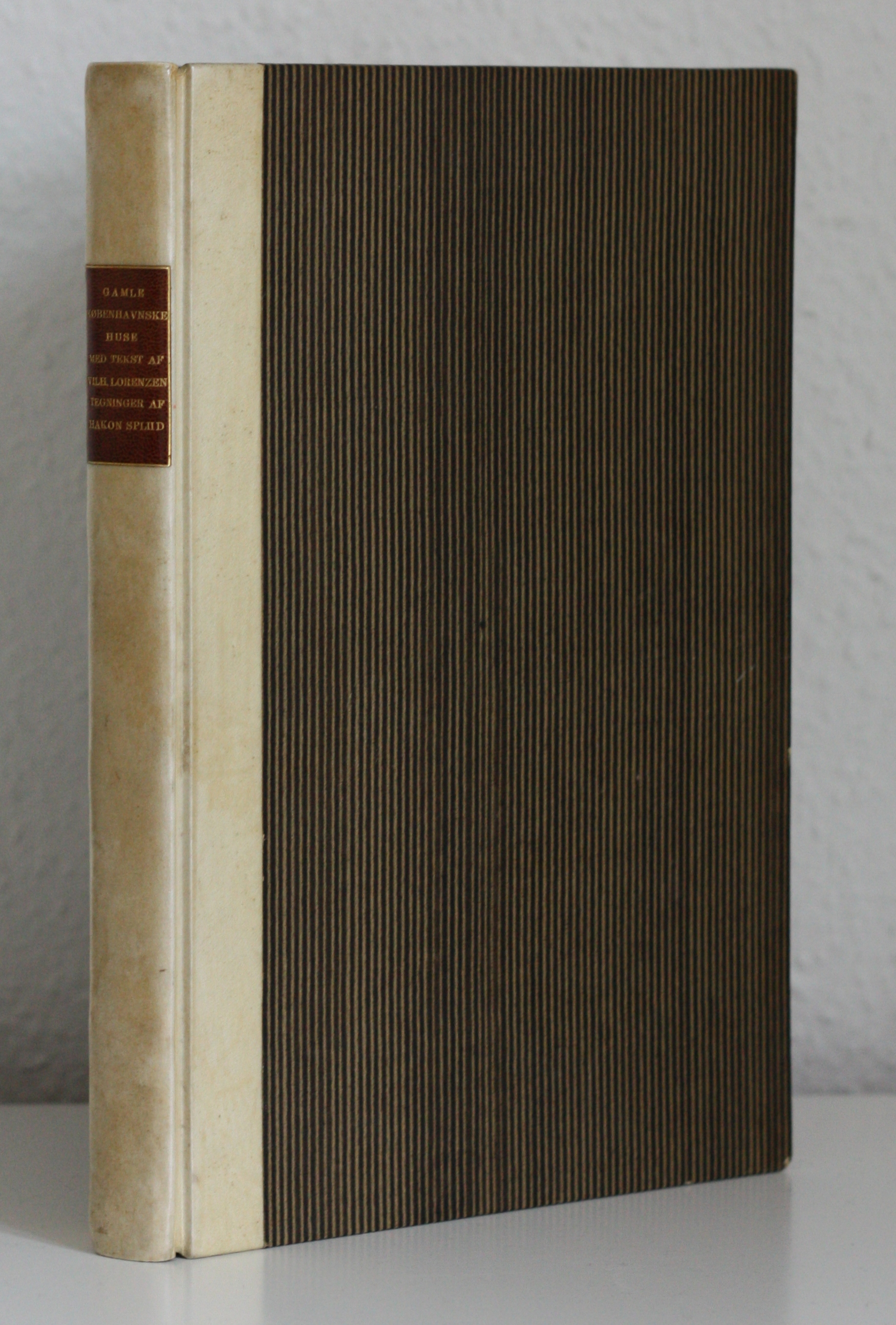
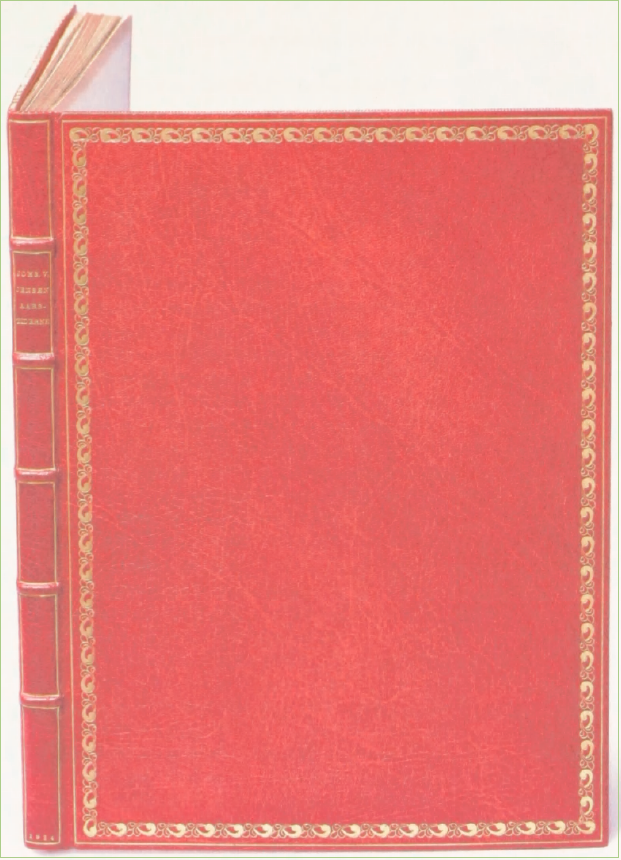
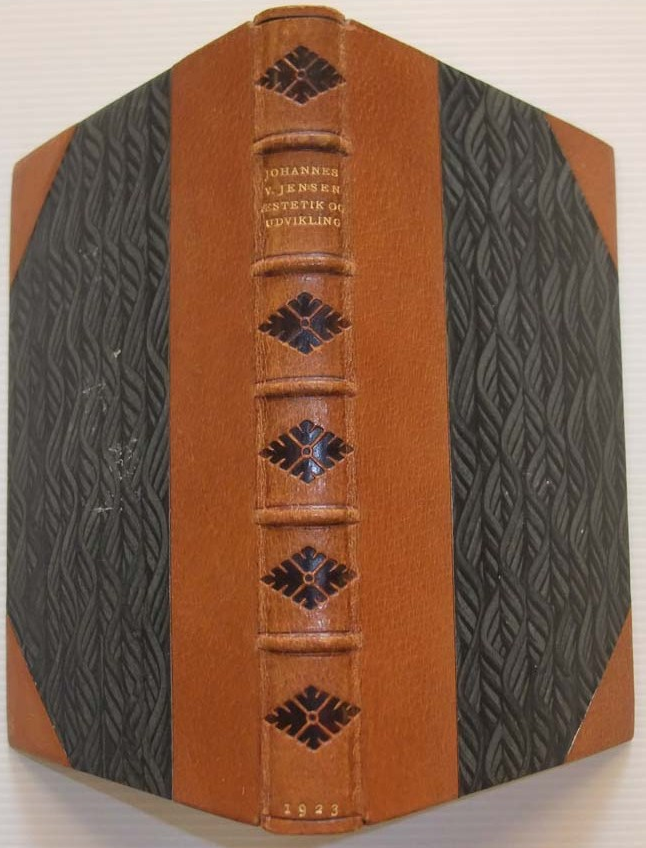
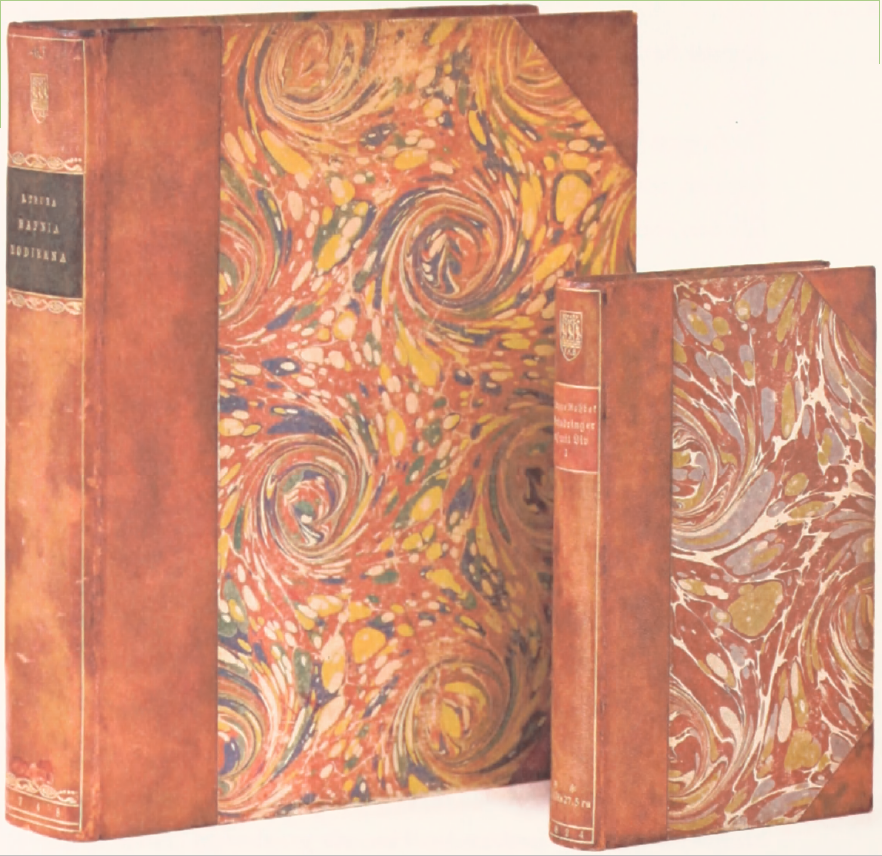

## Collections
- Bibliothèque royale du Danemark